# وانت وانت
وانت وانت (انگلیسی: Want Want) شرکت صنایع غذایی تایوانی است، که در سال ۱۹۶۲ تأسیس شد.